# عبد الله بن عبد الرحمن المقبل
عبد الله بن عبد الرحمن المقبل وزير النقل السعودي سابقا. صدر أمر ملكي بتعيينه في 8 ديسمبر 2014. كان يشغل منصب أمين منطقة الرياض وأمين الهيئة العليا لتطوير مدينة الرياض. تخرج من جامعة الملك فهد للبترول والمعادن بمرتبة شرف (تخصص مهندس مدني)، في عام 2011 ترأس مجلس إدارة الاتحاد الدولي للطرق (ومقره واشنطن)، وتم انتخابه في عام 2022 (رئيساً فخرياً مدى الحياة للإتحاد الدولي للطرق) لأول مرة في تاريخ الاتحاد نظيراً لجهوده وإنجازاته أثناء رئاسته للاتحاد.